# Assur-uballit II
Assur-uballit II of Assoeroeballit II was korte tijd kroonpretendent en koning-in-ballingschap van het Assyrische rijk nadat op 10 augustus 612 v.Chr. de stad Ninive gevallen was en koning Sin-shar-ishkun gedood door Nabopolassar van Babylon. Assur-uballit II was een Assyrische generaal die de ondergang van de stad wist te overleven en vanuit de stad Harran met steun van zijn Egyptische bondgenoten trachtte het ontredderde rijk weer op de been te brengen. De Egyptische steun bleek echter niet voldoende om zich tegen Babylon en de Meden te verzetten. Babylon wist in 610 zonder al te veel tegenstand te ontmoeten Harran in te nemen. Assur-uballit moest vluchten en de Egyptenaren bleken niet in staat de stad terug in te nemen. Zij lieten hem daarop vallen en sloten vrede met de nieuwe meesters in Babylon.